# Sergio Tabbia
Sergio Tabbia (Torino, 14 marzo 1961) è un allenatore di calcio a 5 italiano.

## Carriera

### Giocatore
Dopo un promettente avvio di carriera come portiere di calcio, con un biennio trascorso nel settore giovanile del Torino, Tabbia ha giocato in diverse squadre piemontesi, prevalentemente nelle categorie regionali ma con una breve esperienza anche in serie C2.
All'età di 33 anni approda al calcio a 5, continuando a ricoprire il medesimo ruolo.

### Allenatore

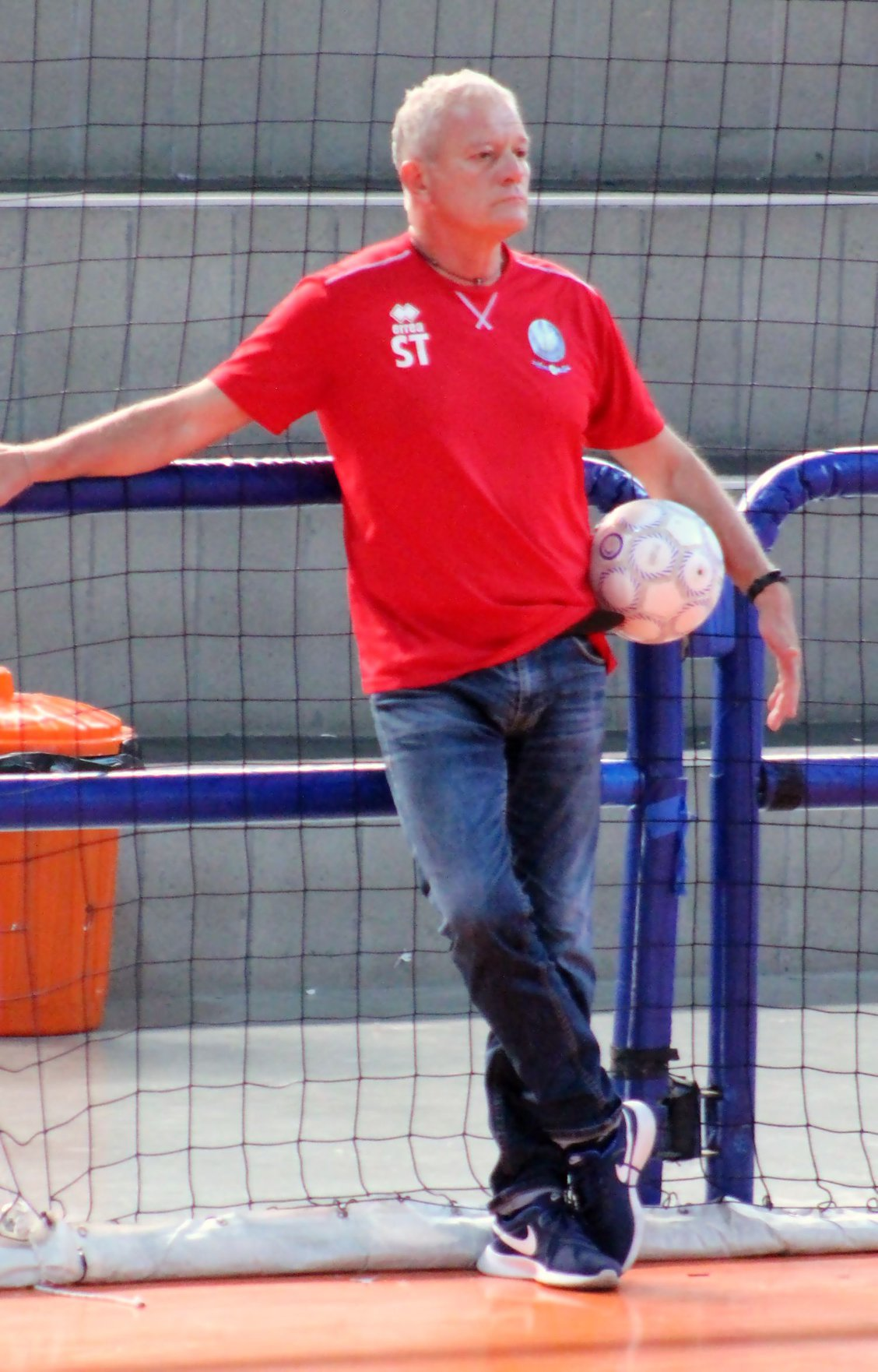

Nel 1991 è nominato preparatore dei portieri nelle giovanili del Torino iniziando dagli esordienti fino ad arrivare alla Primavera. Prosegue quindi la sua attività nella prima squadra di formazioni piemontesi tra le quali Alessandria, Casale e Asti. Nello stesso ruolo vanta un'esperienza all'estero, precisamente in Libia nella squadra tripolina dell'Al-Ittiad. In queste stagioni affianca gradualmente l'attività di preparatore con quella di giocatore e quindi di allenatore di calcio a 5.
Nel 1997 assume la guida della formazione Under 21 del Torino Calcetto, con cui l'anno seguente vince il titolo nazionale. Durante questa stagione ricopre anche il ruolo di assistente di Jesús Velasco in prima squadra: il tecnico spagnolo sarà decisivo nella formazione tecnico-tattica di Tabbia.
Lo scioglimento della società campione d'Italia spinge l'allenatore a ripartire dalla Serie C regionale, assumendo la guida del Viasat C5 con cui vince immediatamente il campionato.
La stagione seguente si trasferisce al Gabetto con cui vince la fase regionale di Coppa Italia riservata alle formazioni di Serie C, imponendosi in seguito anche in quella nazionale.
Nella stagione 2001-02 fa parte dello staff del Torino Calcio a 5 in serie A; a novembre è nominato allenatore della prima squadra.
Dal 2003 al 2005 ritorna al Gabetto (nel frattempo rinominatosi Piemonte Calcio a 5) in serie B.
Nel 2006 approda all'Asti Calcio a 5 che con cui centra quattro promozioni consecutive, traghettando gli orange dalla serie C2 alla serie A.
All'esordio nella massima categoria, la squadra conclude la stagione regolare al settimo posto, guadagnandosi la qualificazione sia alla final eight di Coppa Italia, sia ai play-off scudetto. In entrambe le manifestazioni la corsa si conclude ai quarti di finale.
La stagione successiva l'epilogo nei play-off è il medesimo mentre in Coppa Italia la compagine astigiana, trascinata dalle reti del pivot Patias, elimina l'Acqua e Sapone ai quarti, il Montesilvano in semifinale e infine batte a domicilio la favoritissima Luparense in finale.
Nella stagione 2012-13 l'Asti conclude giunge al primo posto, stabilendo il record di imbattibilità del campionato di serie A, merito di 20 vittorie e 6 pareggi in 26 partite. Tuttavia al termine dell'ultima partita della stagione regolare Tabbia annuncia che la stagione successiva non allenerà più la formazione astigiana, passando al ruolo di osservatore per la medesima società. Nella semifinale dei play-off l'Asti patisce la seconda sconfitta stagionale (dopo quella in Coppa contro il Montesilvano), cedendo all'esperienza della Marca Futsal che poi vincerà il titolo.
Nella stagione 2015-2016 Tabbia prende la guida dell'Avis isola d'asti in serie D e vincendo tutte le partite fa il record di un campionato vincendo tutte le partite, miglior attacco e miglior difesa.
Nella stagione 2016-2017 continua a seguire l'Avis Isola nel nuovo campionato C2 e da neopromosso vince il campionato C2
Nella stagione 2017-2018 arriva secondo in campionato a solo due punti dal SAVIGLIANO dopo un inizio stentato, vince tutte le partite di ritorno a suo di record.
Nella stagione 2018-2019 grazie a ripescaggio in serie B sempre con l'Avis isola affronta con un gruppo che lo segue da 3 anni il campionato nazionale di serie B
Nella stagione 2021-2022 da neo promosso in b con obbiettivo salvezza arriva ai play off per salire in serie A2 ai quarti di finale
Nella stagione 2022-2023 conquista con 7 gg di anticipo la matematica salita in serie A2 e con 4 gg di anticipo la vittoria del campionato di B

## Palmarès

### Competizioni nazionali
- Coppa Italia: 1

Asti: 2011-12
- Campionato di Serie A2: 1

Asti: 2009-10
- 'Campionato di Serie B: 2

Asti: 2008-09
AVIS isola d'asti 2022-23
- Campionato di Serie C1: 1

Avis Isola d'Asti: 2019-20
- Campionato di Serie C2: 1

Avis Isola d'Asti: 2016-17
- Campionato di Serie D: 1

Avis Isola d'Asti: 2015-16
- Coppa Italia di Serie C: 1

Gabetto: 2000-2001

### Competizioni giovanili
- Campionato Under 21: 1

Torino Calcetto: 1998-99